# Part humanitzat
El part o naixement humanitzat es basa en la valoració, més enllà dels criteris mèdics, de l'àmbit afectiu i emocional de les persones en el moment del part. Es basa en la recerca del protagonisme de la mare, pare, fill o filla i la consideració de les seves decisions i desitjos. El part humanitzat permet la llibertat de la dona a decidir com, amb qui i on donar a llum.
El part és un procés fisiològic que forma part del cicle vital de la dona que sempre ha necessitat cures i atenció, però que a mesura que ha avançat el temps ha rebut un tracte que s'ha anat modificant. A l'inici de la historia la matrona era l'encarregada d'atendre el part i la seva actitud era expectant i no intervencionista, a partir del segle xviii arriba la incorporació del cirurgià i tècniques instrumentals. Amb l'aparició dels hospitals els parts complicats es comencen a tractar allà, fins que a la segona meitat del segle xx, l'escenari habitual és l'hospital per motius de seguretat i resultats obstètrics. Aquesta evolució ha donat lloc a una important deshumanització del part, ja que el protagonisme ha passat de la dona i el seu fill a mans de la institució mèdica que decideix per motius de seguretat. Els sanitaris actuen i realitzen intervencions, com per exemple cesàries i episiotomies, per millorar el treball de part, però aquestes es tornen en contra de la dona, ja que aquestes es donen de manera arbitrària i injustificada. Tenen conseqüències en la salut de la dona, del nadó i en el procés de part que es pot complicar i pot ser perjudicial innecessàriament, com també poden donar-se situacions com depressions post part, problemes en la lactància materna, entre d'altres.

## Què significa part humanitzat?
- La dona al centre del procés de part i amb el control d'aquest.
- Entendre a la dona com una persona i no com a pacient per poder establir una connexió humana amb ella.
- Permetre que la dona se senti amb la capacitat de poder decidir les opcions que tenen.
- Respecte per la intimitat física i emocional, com també la preparació d'un ambient còmode.
- Parar atenció als aspectes psicològics, emocionals i afectius.
- El part entès com una experiència positiva, que pretén empoderar a la dona respectant les seves decisions, valors, creences i sentiments.
- Reducció de l'excessiva medicalització i expropiació del poder i el control del procés de naixement al professional sanitari.

## Recomanacions internacionals al respecte
En 1993 el Departament de Salut del Regne Unit publica l'informe "Changing Childbirth" on es defineixen tres principis en els quals es basa un model humanitzat d'atenció al part:
1. La cura maternal ha de focalitzar-se en la dona, fent-li sentir que té el control sobre el que està succeint, de manera que pugui prendre decisions sobre la seva cura, i introdueix el concepte de la comunicació entre usuaris i professionals sanitaris, insistint que ha d'existir un diàleg entre tots dos.
2. Totes les dones han de tenir un accés senzill als serveis de maternitat i aquests han de respondre a les necessitats de la dona.
3. Les dones han de participar en els Serveis de Maternitat, perquè aquests s'adaptin a les seves necessitats, a més la cura ha de ser eficaç i utilitzar els recursos de forma eficient.

A la Conferència Internacional Sobre la Humanització del Part (2000) que va tindre lloc a Fortaleza (Brasil), es defineix el part humanitzat com a “procés de comunicació i cura entre les persones que porta a cau l'auto-transformació i la comprensió de l'esperit fonamental de la vida i a un sentit de compassió i unitat amb l'univers, l'esperit i la naturalesa, els membres de la família, la comunitat, el país i la societat global, i també amb unes altres persones en el futur, així com amb les generacions passades”